# Anne-Marie Kantengwa
Anne-Marie Kantengwa sinh năm 1953 tại Jabana, gần Kigali, Rwanda. Bà là một nữ doanh nhân và một cựu phó của Mặt trận Yêu nước Rwanda (FPR) tại Quốc hội Rwanda.